# Лігутс Владислав Олександрович
Владислав Олександрович Лігутс (Лігут) (латис. Vladislav Ligut, 1896, місто Лібава Курляндської губернії, тепер місто Лієпая, Латвія — ?) — латиський радянський діяч, металург, машиніст електростанції Лієпайського металургійного заводу «Саркана Металурга». Депутат Верховної ради СРСР 2-го скликання.

## Життєпис
Народився в родині робітника. Закінчив міську початкову школу в Лібаві.
Після закінчення початкової школи поступив учнем на Лібавський (Лієпайський) металургійний завод, працював волочильником, машиністом прокатного стану.
Під час німецько-радянської війни був заарештований німецькою окупаційною владою, перебував у концентраційному таборі та на примусових роботах.
З 1945 року — машиніст електорцентралі (електростанції) Лієпайського металургійного заводу «Саркана Металурга».